# Bridging the Gap
Bridging the Gap (español: Superar los desesquilibrios) es el segundo álbum de estudio del grupo estadounidense de hip hop Black Eyed Peas, publicado el 26 de septiembre de 2000. Este es su último álbum en el que aparecen acreditados como Black Eyed Peas, hasta el lanzamiento de Masters of the Sun Vol. 1 en 2018.
El álbum tuvo tres sencillos oficiales: «BEP Empire/Get Original», “Weekends” y “Request + Line”, este último con la participación de Macy Gray. La canción «Weekends» fue posteriormente remezclada y rebautizada como «Another Weekend» para la edición Deluxe de su quinto álbum de estudio, The E.N.D.
La cantante Kim Hill estuvo muy involucrada en la grabación del álbum, pero abandonó el grupo tras su publicación.
El álbum recibió críticas favorables, y tiene una puntuación de 74 en Metacritic.

## Lista de canciones
| N.º   | Título                                                                                  | Producers      | Duración |  |
| 1.    | «BEP Empire/Get Original/BEP Empire»                                                    | DJ Premier     | 4:39     |  |
| 2.    | «Weekends» (con Esthero)                                                                | will.i.am      | 4:46     |  |
| 3.    | «BEP Empire/Get Original/Get Original» (con Chali2na)                                   | will.i.am      | 2:52     |  |
| 4.    | «Hot» (con Kim Hill)                                                                    | apl.de.ap      | 4:04     |  |
| 5.    | «Cali to New York» (con De La Soul)                                                     | will.i.am      | 4:47     |  |
| 6.    | «Lil' Lil'»                                                                             | will.i.am      | 4:10     |  |
| 7.    | «On My Own» (con Les Nubians & Mos Def)                                                 | will.i.am      | 3:52     |  |
| 8.    | «Release»                                                                               | apl.de.ap      | 5:07     |  |
| 9.    | «Bridging the Gaps»                                                                     | apl.de.ap      | 4:56     |  |
| 10.   | «Go Go»                                                                                 | will.i.am      | 4:53     |  |
| 11.   | «Rap Song» (con Wyclef Jean)                                                            | Wyclef Jean    | 3:33     |  |
| 12.   | «Bringing It Back»                                                                      | will.i.am      | 3:36     |  |
| 13.   | «Tell Your Mama Come»                                                                   | will.i.am      | 3:14     |  |
| 14.   | «Request + Line» (con Macy Gray) (canción oculta "Empire Strikes Back" empieza en 4:52) | Rhett Lawrence | 9:21     |  |
| 62:50 |                                                                                         |                |          |  |

## Personal
- will.i.am - voz, dirección artística, compositor[6]
- apl.de.ap - voz, compositor
- Taboo - voz, compositor
- Kim Hill - voz, compositor
- George Pajon - guitarra
- Printz Board - trompeta, bajo, teclados
- Rhett Lawrence - compositor, productor
- Roberto Cani - cuerdas
- Suzanna Giordono - cuerdas
- Susan Chatman - sección de trompas, cuerdas
- Chali 2na - artista principal
- De La Soul - artista principal
- Esthero - artista principal
- Macy Gray - artista principal
- Wyclef Jean - artista principal
- Mos Def - artista destacado
- Les Nubians - artista principal
- Ian Alexander - dirección artística, productor ejecutivo
- Dave Pensado - ingeniero de mezcla
- Dylan Dresdo - ingeniero de mezcla
- Dejuana Richardson - ingeniero
- Eddie Sancho - ingeniero
- Tom Coyne - masterización
- Seth Friedman - diseño del paquete
- Tatiana Litvin - coordinadora de arte

## Charts
| Chart (2000–2001)                        | Peak position |
| ---------------------------------------- | ------------- |
| Australia (ARIA)                         | 37            |
| Australia Australian Dance Albums (ARIA) | 15            |
| Alemania (Offizielle Top 100)            | 82            |
| Nueva Zelanda (RMNZ)                     | 18            |
| Estados Unidos (Billboard 200)           | 67            |
| Estados Unidos (Top R&B/Hip-Hop Albums)  | 40            |